# Pandemia de COVID-19 en Cuba
Los tres primeros casos confirmados de la pandemia de COVID-19 en Cuba fueron reportados por el gobierno cubano el 11 de marzo de 2020 y correspondieron a tres turistas de nacionalidad italiana, provenientes de la región de Lombardía (norte de Italia).
Hasta el 10 de mayo de 2024, se contabiliza la cifra de 1.115.252 casos confirmados, 8,530 fallecidos y 1.106.722 recuperados del virus.

## Estadísticas

### Tabla de resumen

#### Casos según entidad provincial
| Provincia           | Casos   | Muertos |
| ------------------- | ------- | ------- |
| Pinar del Río       | 78 042  | 1967    |
| Artemisa            | 76 849  | 2103    |
| La Habana           | 204 306 | 2609    |
| Mayabeque           | 21 713  | 61      |
| Matanzas            | 89 819  | 296     |
| Cienfuegos          | 18 704  | 433     |
| Villa Clara         | 13 405  | 24      |
| Sancti Spíritus     | 16 976  | 43      |
| Ciego de Ávila      | 23 573  | 19      |
| Camagüey            | 33 737  | 54      |
| Las Tunas           | 8938    | 18      |
| Granma              | 9884    | 28      |
| Holguín             | 25 054  | 91      |
| Santiago de Cuba    | 45 617  | 113     |
| Guantánamo          | 21 887  | 86      |
| Isla de la Juventud | 1 638   | 12      |
| Cuba                | 690.142 | 7.957   |

## Cronología

### Marzo 2020
- 11 de marzo: Se confirma el primer caso de coronavirus en Cuba,[4] el gobierno confirmó los primeros 3 casos, siendo los afectados tres turistas italianos, siendo ingresados de inmediato al Instituto de Medicina Tropical “Pedro Kourí” (IPK).[5] Francisco Durán García, director nacional de Epidemiología, aseguró que los tres turistas positivos para el COVID-19 en Cuba provenían de Lombardía, la región de Italia con más número de casos.[6]

- 12 de marzo: Las autoridades cubanas, a través del Noticiero de la Televisión, confirmaron el primer caso de un cubano con coronavirus en Santa Clara, provincia de Villa Clara. De acuerdo con el reporte, la esposa del paciente es de nacionalidad boliviana y residente en Milán, Italia. Ambos visitaron Italia, aunque según las autoridades ella no contrajo el virus y permanecía asintomática.[7]

- 18 de marzo: Se anuncia la primera muerte por el COVID-19 en Cuba,[8] el deceso corresponde a un turista de nacionalidad italiana de 61 años de edad con antecedentes de asma bronquial.

- 19 de marzo: Las autoridades cubanas confirmaron 5 nuevos casos, 4 extranjeros y una cubana residente en Italia, aumentando la cifra a un total de 16 casos.[9]

- 20 de marzo: Las autoridades cubanas dieron a conocer 5 casos nuevos sumando un total de 21 contagiados por coronavirus.[10] Además, anunciaron el cierre de fronteras, de forma tal que solo podrán entrar cubanos residentes(es decir, que no lleven fuera más de 24 meses), así como extranjeros residentes en la isla.[11] Entre los nuevos casos se confirmó el primer caso de coronavirus en la occidental provincia cubana de Matanzas, una mujer de 36 años que regresó de Guyana. Según autoridades sanitarias de esa región, la paciente se encontraba estable y presentaba leves síntomas respiratorios.[12]

- 21 de marzo: Autoridades del Ministerio de Salud Pública (MINSAP) de Cuba informaron sobre el agravamiento del estado de salud de dos de los 21 pacientes diagnosticados con el COVID-19 en la Isla.[13] Ese mismo día, el MINSAP anunció 4 nuevos casos, que corresponden al reporte del día 20 de marzo de 2020, la cifra total de casos contagiados a día 21 de marzo es de 25.[14]

- 22 de marzo: El MINSAP anunció 10 nuevos casos, la cifra total de casos contagiados es de 35.[15] La nota del MINSAP informa que en Cuba se encuentran "ingresados para vigilancia clínico-epidemiológica, en los centros de aislamiento y atención creados con este fin, 954 pacientes; de ellos 255 extranjeros y 727 cubanos. Otras 30.773 personas se vigilan en sus hogares, desde la Atención Primaria de Salud".[16]

- 23 de marzo: El MINSAP reportó 5 nuevos casos que corresponden al día 22 de marzo de 2020, sumando un total de 40[17]

- 24 de marzo: El MINSAP reportó 8 nuevos casos que corresponden al día 23 de marzo de 2020, siendo el total de 48 casos confirmados, 1229 casos bajo vigilancia y 1 paciente dado de alta[18]

- 25 de marzo: Se reporta 9 casos confirmados correspondientes al 24 de marzo de 2020, fueron publicados por el MINSAP siendo el total de 57 casos de coronavirus en Cuba.[19]

- 26 de marzo: Se reporta 10 nuevos casos confirmados correspondientes al 25 de marzo de 2020, fueron publicados por el MINSAP, siendo el total de 67 casos de coronavirus en Cuba.[20]

- 27 de marzo: El MINSAP reportó 13 nuevos casos que corresponden al día 26 de marzo de 2020, siendo el total de 80 casos confirmados, 1851 casos sospechosos ingresados[21]

- 28 de marzo: Se reporta 39 nuevos casos confirmados correspondientes al 27 de marzo de 2020, fueron publicados por el MINSAP, siendo el total de 119 casos de coronavirus en Cuba.[22]

- 29 de marzo: El MINSAP reportó 20 nuevos casos que corresponden al día 28 de marzo de 2020, siendo el total de 139 casos confirmados[23]

- 30 de marzo: Se reporta 31 nuevos casos confirmados correspondientes al 29 de marzo de 2020, fueron publicados por el MINSAP, siendo el total de 170 casos de coronavirus en Cuba.[24] Además ese mismo día, el gobierno cubano confirmó un cuarto fallecido y el cierre por completo de fronteras, vuelos comerciales y embarcaciones de cualquier tipo.[25][26]

### Junio 2020
- 11 de junio: El Gobierno de Cuba anunció que,en su plan de regreso a la normalidad,realizará pruebas de coronavirus a turistas internacionales.[27]

## Vacunación
Cuba es el país más pequeño del mundo en desarrollar su propia vacuna contra el Covid-19 con el objetivo de lograr una vacunación generalizada únicamente con vacunas de fabricación nacional. Las vacunas Soberana 2 y Abdala se están utilizando para el inicio de la campaña de vacunación masiva; a finales de junio ya se han administrado casi 5 millones de vacunas en el país, con lo cual 20% han recibido por lo menos una primera vacuna.
Al mismo tiempo, se dieron a conocer los resultados de los estudios de eficacia de las vacunas. De acuerdo a estos,  Soberana-2 tiene una eficacia del 62% tras la segunda dosis, lo que supera los requisitos de la Organización Mundial de la Salud para ser reconocida como vacuna funcional. Está previsto la aplicación de tres dosis, y se espera que los resultados de eficacia serán aún más alto después de la tercera dosis. Para la vacuna Abdala se ha informado de una eficacia del 92,28% después de la tercera dosis. Esos resultados significan un gran éxito para la estrategia cubana de confiar en el desarrollo nacional de las vacunas contra Covid-19 que garantiza un suministro de dosis suficiente para cubrir a la población nacional. Además podrán servir como preciado producto de exportación a otros países de América Latina y el mundo.